# Apaturopsis kilusa
Apaturopsis kilusa är en fjärilsart som beskrevs av Grose-smith 1891. Apaturopsis kilusa ingår i släktet Apaturopsis och familjen praktfjärilar. Inga underarter finns listade i Catalogue of Life.